# ƛ̓
Le lambda barré virgule suscrite (majuscule : Ƛ̓ ; minuscule : ƛ̓) est un symbole phonétique utilisé dans l’alphabet phonétique américaniste et une lettre latine utilisée dans l’écriture de quelques langues amérindiennes comme le colville-okanagan, le comox, le heiltsuk, le nitinaht, le thompson, ou l’umatilla. Elle est formée avec la lettre lambda diacritée d’une barre inscrite et d’une virgule suscrite.
Sa barre inscrite a parfois la forme d’un tilde inscrit, en particulier en heiltsuk.

## Utilisation
Le ‹ ƛ̓ › est utilisé dans l’écriture du colville-okanagan pour la consonne affriquée latérale alvéolaire sourde [t͡ɬ].

### Variantes et formes
| Majuscule | Minuscule | Description                                            |
| --------- | --------- | ------------------------------------------------------ |
|           |           | Formes majuscules et minuscules.                       |
|           |           | Formes majuscules et minuscules avec un tilde inscrit. |

## Usage informatique
Le lambda barré peut être représenté avec les caractères Unicode suivants (latin étendu B, table latin étendu D diacritiques) :
| formes    | représentations | chaînes de caractères | points de code | descriptions                                                      | notes                        |
| --------- | --------------- | --------------------- | -------------- | ----------------------------------------------------------------- | ---------------------------- |
| capitale  | Ƛ̓               | Ƛ◌̓                    | U+A7DC U+0313  | lettre majuscule latine lambda barré diacritique virgule suscrite | Depuis Unicode 16.0 de 2024. |
| minuscule | ƛ̓               | ƛ◌̓                    | U+019B U+0313  | lettre minuscule latine lambda barré diacritique virgule suscrite |                              |